# Kościół św. Wacława w Brzecławiu

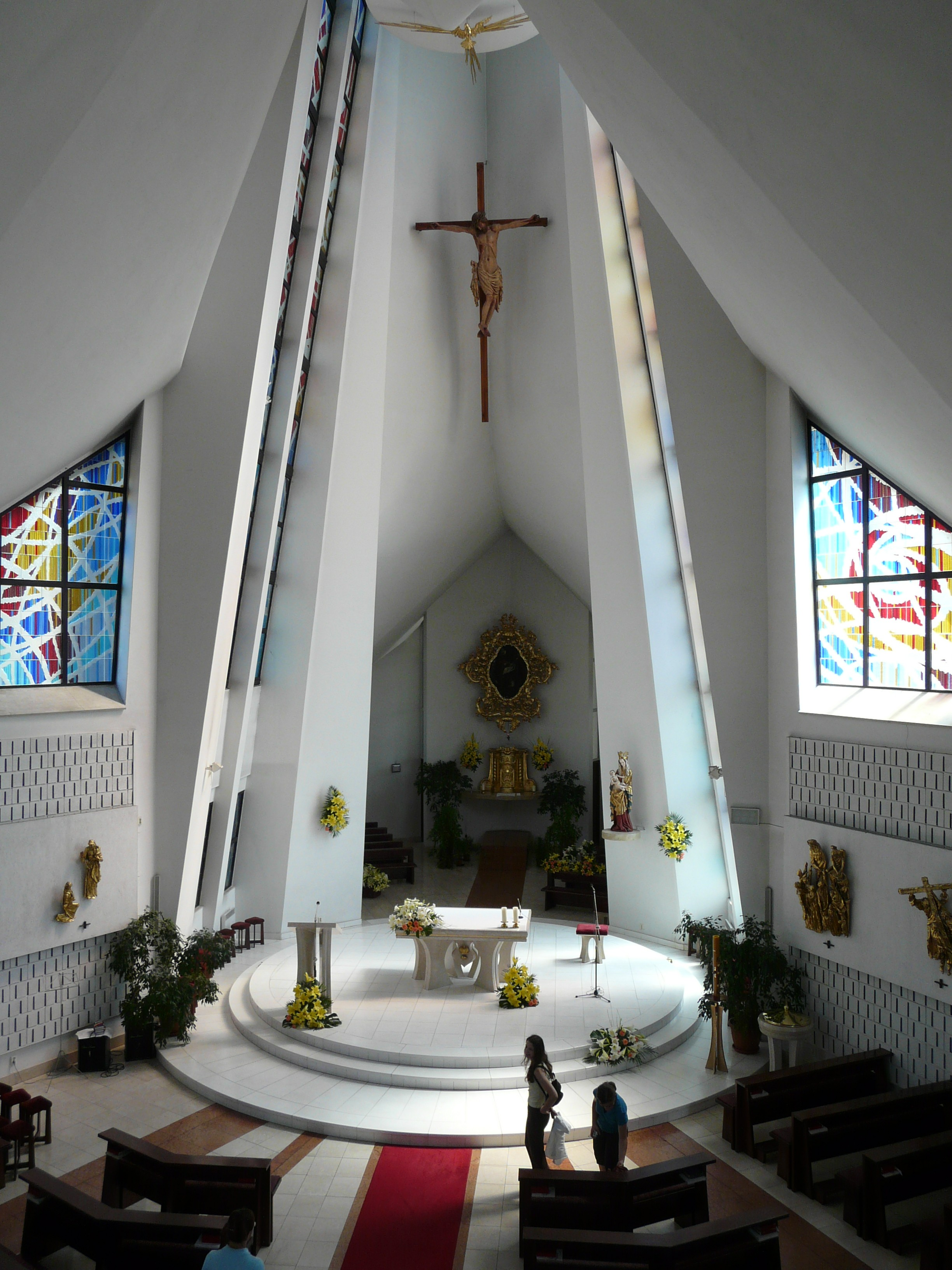
Wnętrze - ołtarz

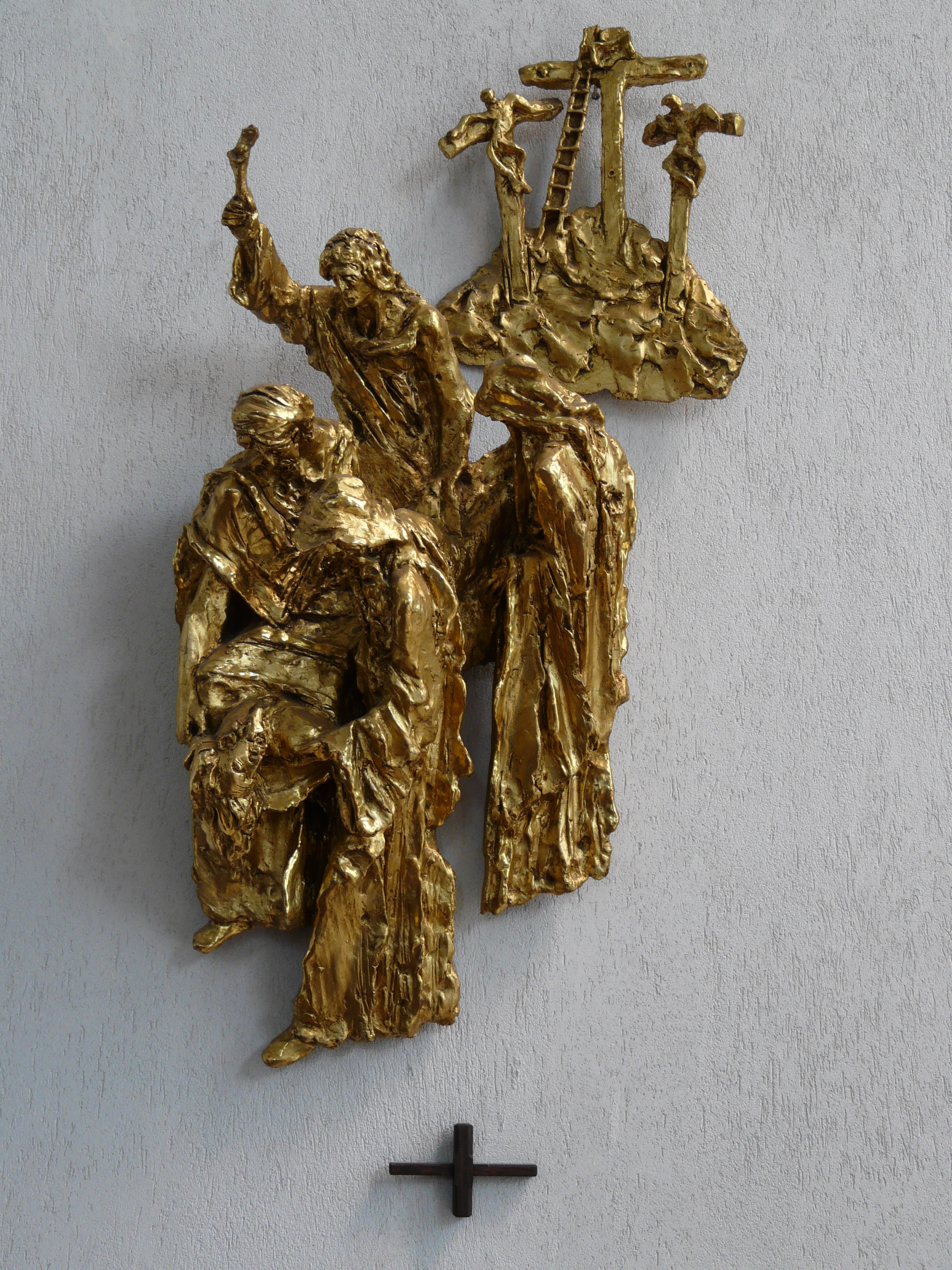
Droga krzyżowa

Kościół św. Wacława w Brzecławiu (cz. Kostel svatého Václava) – modernistyczny, rzymskokatolicki kościół farny w mieście Brzecław, na południowych Morawach (Czechy).

## Lokalizacja
Kościół zlokalizowany jest na centralnym dla miasta placu Masaryka. Usytuowano go w miejscu wcześniejszego kościoła barokowego, który został zniszczony w czasie nalotu alianckiego w dniu 20 listopada 1944. Istniały tutaj także jeszcze wcześniejsze kościoły (pierwszy pochodził z połowy XIII wieku). 
Obecny obiekt to strzelista struktura z centralnie umieszczoną dwudzielną wieżą. W podziemiach udostępniono do zwiedzania relikty kościoła romańskiego. Można również obejrzeć wystawę o historii brzecławskich kościołów na przestrzeni wieków.

## Historia
Świątynię poświęcił brneński biskup Vojtěch Cikrle 10 września 1995. Dzień ten zakończył 50-letni okres prowizorycznego odprawiania nabożeństw na terenie miasta. Autorem projektu całości był Ludvík Kolek, specjalizujący się w architekturze sakralnej. Była to jego druga realizacja na terenie brzecławska - pierwszą był kościół w Hustopeču. Wystrój wnętrza powstał jako dzieło zbiorowe, pod kierownictwem artysty rzeźbiarza Karla Stádníka. Jest on m.in. bezpośrednim autorem drogi krzyżowej. 

## Dzwony
Dzwony zawieszone są w prześwicie między wieżami. Są to:
- Santa Maria Bassanella - 752 kg, dar wiernych z włoskiej parafii w Soave,
- Święty Józef - 311 kg, fundacji parafian brzcławskich,
- Święty Wacław - 615 kg, dar małżonków Dohnalów z USA.

Pierwsze dwa dzwony wyprodukowano w firmie Josefa Tkadleca z Halenkova, a ostatni w wytwórni dzwonów Maria Tomášková-Dytrychová z Brodku u Přerova.